# RINA (ドラマー)
RINA（リナ、1991年8月21日 - ）は、奈良県香芝市出身の日本のドラマーである。SCANDALでドラムス・ボーカルを担当する。

## 来歴
高校生の時に音楽活動のため、上京した。2006年、大阪校キャレスボーカル&ダンススクール所属していたTOMOMIと名古屋校に所属していたHARUNA、MAMIとSCANDALを結成した。
2016年7月15日、SCANDAL RINAの名義で、自身のスタイルブックブック『It’s me RINA』を主婦の友社より発売した。
2020年12月15日から2021年1月30日にかけて、モデルのSeinaと共にサポートが必要な家庭環境で生活している人や女性への支援を目的としたプロジェクト「MAKE A WISH DAISY PROJECT」を行った。
2022年3月25日、自身初となるシグネイチャモデル・スネア『Pearl Signature Snare Drum “RINA” Model ～Limited Edition～』をパール楽器製造から発売した。

## 人物
身長は159.8cmである。
SCANDALの中で最年少である。
同バンドの一部の楽曲を作詞・作曲する。特に2016年のアルバム『YELLOW』収録曲以降は多くの楽曲の作詞を担当している。
アルバム『HELLO WORLD』に収録された「おやすみ」はRINAが作詞・作曲し、自身がリードボーカルを務めた。また、ライブではこの曲をボーカル・ギターとして披露した。
好きなミュージシャンはジョン・ボーナム、スティーヴ・ガッド、ドラマーはキース・ムーン（ザ・フー）である。
バンドの公式ブログの更新を担当するなど、広報的役割を果たしている。

## 作品

### 提供楽曲
- 鈴木愛理
  - 「STORY」（「鈴木愛理×SCANDAL」名義、作詞）
- 東京パフォーマンスドール
  - 「Glitter」 （作詞）

## 書籍
- スタイルブックブック『It’s me RINA』（主婦の友社、2016年7月15日、SCANDAL RINA名義）ISBN 978-4-07-416261-1